# سوکولووو (استان لووچ)
سوکولووو (به بلغاری: Sokolovo) یک منطقهٔ مسکونی در بلغارستان است که در شهرستان لووچ واقع شده‌است.